# Estressor
Un estressor o factor d'estrès és un agent químic o biològic, una condició ambiental, un estímul extern o un esdeveniment considerat com causant estrès a un organisme. Psicològicament parlant, un estressor pot ser un esdeveniment o un entorn que l'individu consideri exigent, desafiant i/o amenaçador amb la seguretat individual.
Els esdeveniments o objectes que poden desencadenar estrès poden incloure: 
- factors d'estrès ambiental (hipotèrmia o hipertèrmia, nivells de so elevats, sobre-il·luminació, aglomeracions)
- esdeveniments d'estrès diaris (per exemple, trànsit, perdre les claus, diners, qualitat i quantitat d'activitat física)
- canvis vitals (per exemple, divorci, dol)
- estressors del lloc de treball (per exemple, alta demanda de treball, baix control del treball, esforços repetits o sostinguts, esforços contundents, postures extremes, trastos d'oficina[3])
- estressors químics (per exemple, tabac, alcohol, altres drogues)
- estressors socials (per exemple, exigències socials i familiars)

Els estressors poden provocar, internament, respostes físiques, químiques i mentals. Els estressors físics produeixen tensions mecàniques sobre la pell, els ossos, els lligaments, els tendons, els músculs i els nervis que provoquen deformació dels teixits i (en casos extrems) destrucció del teixit. Les tensions químiques també produeixen respostes biomecàniques associades amb el metabolisme i la reparació de teixits. Els estressants físics poden produir dolor i deteriorar el rendiment laboral. El dolor i deteriorament crònics que requereixen atenció mèdica poden derivar d'estressors físics extrems o d'un temps de recuperació insuficient entre exposicions successives. Un estudi recent demostra que el desordre físic a l'oficina podria ser un exemple d'estressor físic en un entorn laboral.
Els estressors també poden afectar el funcionament i el rendiment mental.

## Vies senzilles de transmissió de l'estrés
Un possible mecanisme implica l'estimulació de l'hipotàlem, per part d'un estressor. Llavors hi ha una via d'acció per conducció neuronal en paral·lel a una altra via de transmissió hormonal.

### Transmissió hormonal
La transmissió hormonal implica la segregació de CRF (factor d'alliberament de la corticotropina) que actua sobre la hipòfisi. En rebre el CRF allibera ACTH (hormona adrenocorticotròpica) que arriba pel torrent al còrtex suprarenal. Aquest teixit segrega fins a 30 hormones d'estrès (per exemple, cortisol) que viatgen pel fluid sanguini cap a òrgans rellevants, per exemple, glàndules, cor, intestins. Els òrgans col·laboren a crear una resposta de fugida, de paràlisi o de lluita.

### Transmissió neuronal
Entre aquest flux hi ha un camí alternatiu que es pot prendre després de transferir l'estressor a l'hipotàlem, que es dirigeix al sistema nerviós simpàtic. Aquest pot estimular directament a base d'impulsos quimio-elèctrics diversos òrgans. Però un dels òrgans amb terminacions simpàtiques,la medul·la suprarrenal segrega epinefrina (una de les hormones d'estrés). Així, la ruta nerviosa es fusiona amb l'hormonal.

## Consideracions psicològiques
Els estressors mentals i socials poden afectar el comportament i la forma en què els individus responen als estressors físics i químics.
La vida requereix que tothom faci adaptacions espontànies i planificades per satisfer les seves demandes, però les demandes més importants comporten un major ajustament i possiblement més estrès. Determinar l'impacte d'aquests estressors diversos permet als individus decidir la relació entre els tipus d'estressors i el grau d'angoixa. Identificar la relació estressor-estrès implica quantificar l'impacte de les exigències de la vida i tot l'estrès que la genera. Per a fer això, l'individu utilitza mesures subjectives o mesures objectives segons la situació. Els individus determinen el grau d'adaptació de si mateixos en mesures subjectives, però aquest serà o ja ha estat assignat a l'individu en una mesura objectiva. Els graus d'adaptació es mesuren per unitats de canvis vitals, on una unitat equival al grau d'adaptació necessari per afrontar el canvi de vida. La pràctica de mesurar unitats de canvis vitals va comportar la creació de moltes escales compostes per aquestes unitats adaptades a determinats esdeveniments o situacions de la vida, com ara la readaptació social i els estudiants universitaris. Un cop relacionat l'estressor (esdeveniment) i l'estrès, l'individu pot començar a centrar-se en la magnitud de l'estrès i l'estrès en si. Per als esdeveniments vitals amb una menor magnitud d'impacte, la capacitat d'afrontar-los i adaptar-se pot ser senzilla i relativament breu. Per contra, els esdeveniments vitals amb grans magnituds poden afectar la vida de moltes maneres durant un temps prolongat. Els diversos estressors esmentats anteriorment poden incloure esdeveniments que van des de petits fins a traumàtics. Els esdeveniments traumàtics involucren estressors molt debilitants i, sovint, incontrolables. Els esdeveniments traumàtics poden esgotar els recursos d'afrontament d'un individu fins al punt de desenvolupar trastorn d'estrès agut o, fins i tot, trastorn d'estrès posttraumàtic. El trastorn d'estrès agut és un trastorn psicològic on un esdeveniment traumàtic que posa en perill la vida provoca una reacció de por i desemparament que duren fins a quatre setmanes. El trastorn d'estrès posttraumàtic presenta símptomes de durada superior a un mes, iniciat per l'experimentació d'un esdeveniment traumàtic i seguit d'una reacció d'intensa de por, indefensió o horror. L'esdeveniment traumàtic es re-experimenta de manera permanent en una d'aquestes maneres: records recurrents angoixants, somnis, flaixbacks, il·lusions/al·lucinacions o una sensació de reviure l'experiència, i angoixa o excitació física per part dels records d'aquest esdeveniment. L'individu pateix una evitació persistent als records de l'esdeveniment. Les persones que han estat maltractades, víctimes o terroritzades solen ser més susceptibles a trastorns d'estrès. Independentment de la magnitud de l'estressor i l'estrès, la majoria de les relacions estressor-estrès poden ser avaluades i determinades, ja sigui per la mateixa persona o per un psicòleg. Sense una atenció adequada, l'estrès pot produir efectes severs sobre la salut mental i el sistema immune, que poden acabar provocant efectes físics. Sovint s'utilitzen tècniques terapèutiques per ajudar a dotar i refer els recursos d'afrontament de l'individu, alhora que s'ajuda l'individu a tractar amb l'estressor actual.

## Estressors psicològics
Els estressors es produeixen quan un individu no és capaç de fer front a les exigències del seu entorn (com ara tenir grans deutes sense cap camí clar per sortir-se'n). Generalment, els estressors adopten moltes formes, com ara: esdeveniments traumàtics, exigències vitals, emergències mèdiques sobtades, o inconvenients quotidians, per citar-ne algunes. També hi ha una gran varietat de característiques que pot tenir un estressor (durada, intensitat, predicció i controlabilitat).

### Mesura de l'estrès psicològic
A causa de l'ampli impacte i de les conseqüències dels estressors psicològics (especialment els seus profunds efectes sobre el benestar psicològic), és particularment important idear eines per mesurar aquests estressors. Dues proves d'estrès psicològic habituals són la Perceived Stress Scale (PSS) ideada pel psicòleg nord-americà Sheldon Cohen i la Social Readjustment Rating Scale (SRRS) o la Holmes-Rahe Stress Scale. Mentre la PSS és una escala Likert tradicional, la SRRS assigna valors numèrics específics predefinits a cada estressor.

## Respostes biològiques als estressors
Els esdeveniments traumàtics o qualsevol tipus de xoc a l'organisme poden causar un trastorn d'estrès agut (TEA). La magnitud de la malaltia depèn de la magnitud del xoc. Si el xoc sobrepassa un cert extrem després d'un determinat període, el TEA es pot convertir en el que es coneix com a trastorn d'estrès posttraumàtic (PTSD). Biològicament, el cos presenta dues respostes per tal de reduir la tensió que experimenta un individu. Una resposta per combatre els estressors és crear hormones d'estrès, que al seu torn creen dipòsits d'energia, presents en cas que es produís un esdeveniment estressant. La segona manera de respondre dels nostres components biològics és a través de cèl·lules individuals. Depenent de la situació les nostres cèl·lules obtenen més energia per combatre qualsevol estressor negatiu i qualsevol altra activitat on aquestes cèl·lules participin.

## Predicció i controlabilitat
Quan els individus són informats sobre els esdeveniments abans que es produeixin, la magnitud de l'estressor és menor que en comparació amb els individus als quals no en són informats. Per exemple, un individu prefereix saber quin és el termini per acabar una tasca per avançat, per tal de preparar-la amb antelació, en lloc de conèixer el termini el mateix dia. En saber quin és el termini abans d'hora, la intensitat de l'estressor és menor per a l'individu, en contraposició a la magnitud d'intensitat per a l'altra persona, que malauradament es va assabentar del termini el mateix dia. Quan aquest fet va ser provat, els psicòlegs van comprovar que, donada la possibilitat d'escollir, els individus tenien preferència pels estressors previsibles, en lloc dels estressors imprevisibles.
A més, el grau en què es pot controlar l'estressor juga una variable en la manera en què l'individu percep estrès. Les investigacions han trobat que si un individu és capaç de controlar l'estressor, el nivell d'estrès es redueix. En aquest estudi, es va demostrar que els individus es mostren cada cop més inquiets i angoixats si no poden controlar el seu entorn. A tall d'exemple, imagineu-vos un individu que detesta banyar-se, banyant-se. Si l'individu es veiés obligat a banyar-se sense poder controlar de la temperatura de l'aigua (una de les variables), llavors els seus nivells d'ansietat i estrès serien més elevats que si l'individu tingués algun control sobre l'entorn (com ara ser capaç per controlar la temperatura de l'aigua).
A partir d'aquests dos principis (predicció i control), hi ha dues hipòtesis que intenten tenir en compte aquestes preferències; la hipòtesi de resposta preparatòria i la hipòtesi de seguretat intenten acomodar aquests conceptes.

## Hipòtesi de resposta preparatòria
La idea darrere d'aquesta hipòtesi és que un organisme pot preparar-se millor per a un esdeveniment si n'és informat prèviament, ja que això li permet preparar-se (biològicament). Abans de preparar-se biològicament per a aquest esdeveniment, l'individu és capaç de disminuir l'aversió vers aquest. En saber quan es produirà un estressor potencial (com un examen), l'individu podria, en teoria, preparar-se per avançat, disminuint així l'estrès que pot resultar d'aquest esdeveniment.

## Hipòtesi de seguretat
En aquesta hipòtesi, hi ha dos períodes, un en el qual es considera segur (on no hi ha estressor) i un altre que es considera insegur (en el qual hi ha l'estressor). Durant els intervals segurs (setmanes abans d'un examen) l'individu està relaxat, i durant els intervals insegurs (el dia o la nit abans de l'examen) l'individu probablement experimenta estrès i ansietat.